# 豪斯鲁克山麓沃尔夫瑟格
豪斯鲁克山麓沃尔夫瑟格是奥地利上奥地利州弗克拉布鲁克县的一个市镇。总面积12平方公里，总人口2035人，人口密度169.6人/平方公里（2005年）。